# جوامع عرب دور از وطن
جوامع عرب دور از وطن (العرب المغتربون) اشاره به بازماندگان مهاجران عربی دارد که به طور داوطلبانه یا به عنوان پناهنده، از سرزمین مادری خود به کشورهای غیر عربی در شرق آفریقا، آمریکای جنوبی، اروپا، آمریکای شمالی بخش آسیای جنوبی، آسیای جنوب شرقی کارائیب و آفریقای غربی مهاجرت کردند.